# Бохото
Бохото (неофициально встречается и Бохот) — деревня в Смоленской области России, в Монастырщинском районе. Входит в Татарское сельское поселение.

## География
Расположена в западной части области в 23 км к юго-западу от Монастырщины, в 9 км к востоку от границы с Белоруссией.

## Население
| 2007 |
| ---- |
| 32   |

## Люди, связанные с деревней
В деревне Бохото родились:

 Захаренко, Илья Фёдорович — советский военачальник, полковник;

 Матросов Вадим Александрович — Герой Советского Союза, генерал армии, командующий пограничными войсками — заместитель Председателя КГБ СССР с 1972 по 1989 годы;

 Миренков Анатолий Иванович — Заслуженный экономист России, начальник отдела Министерства обороны России, генерал-майор.

## Достопримечательности
- Памятник архитектуры: каменная церковь конца XIX — начала XX века.
- На левом берегу реки Лынья в 0,8 км к северо-востоку от деревни расположен археологический памятник: городище днепро-двинских племён раннего железного века.